# 1240 км (платформа)
1240 км — пасажирський залізничний зупинний пункт Запорізької дирекції Придніпровської залізниці на електрифікованій лінії Федорівка — Джанкой між станціями Тащенак (9 км) та Якимівка (6 км). Розташований поблизу селища Фруктове Мелітопольського району Запорізької області.

## Історія
У 1970 році лінія, на якій розташований зупинний пункт, електрифікована постійним струмом (=3 кВ) в складі дільниці Мелітополь — Сімферополь.

## Пасажирське сполучення
До повномасштабного російського вторгнення в Україну (з 2022) на зупинному пункті Платформа 1240 км зупинялися приміські електропоїзди напрямку Запоріжжя — Мелітополь — Новоолексіївка — Сиваш.